# The Best Of Loreena McKennitt
The Best Of Loreena McKennitt es el primer álbum recopilatorio de la cantante e instrumentalista canadiense Loreena McKennitt.
El álbum, lanzado a mediados de 1997, reúne las más sobresalientes composiciones e interpretaciones de la cantante en sus primeros diez años de carrera artística, abordando la totalidad de sus lanzamientos desde Elemental hasta A Winter Garden.

## Lista de temas
- 1.- Coventry Carol - 2:21 (A Winter Garden)
- 2.- God Rest Ye Merry Gentlemen - 6:49 (A Winter Garden)
- 3.- All Souls Night - 5:09 (The Visit)
- 4.- Tango To Evora - 4:10 (The Visit)
- 5.- Santiago - 5:58 (The Mask And Mirror)
- 6.- Snow - 5:35 (To Drive The Cold Winter Away)
- 7.- Good King Wenceslas - 3:19 (A Winter Garden)
- 8.- The Mystic's Dream - 7:40 (The Mask And Mirror)
- 9.- Balulalow - 3:09 (To Drive The Cold Winter Away)
- 10.- Blacksmith - 3:20 (Elemental)
- 11.- Lullaby - 4:26 (Elemental)
- 12.- Dickens' Dublin (The Palace) - 4:40 (Parallel Dreams)
- 13.- Ancient Pines - 3:35 (Parallel Dreams)

- - Special Bonus Tracks

- 14.- Full Circle - 5:57 (The Mask And Mirror)
- 15.- Prospero's Speech - 3:23 (The Mask And Mirror)
- 16.- Carrighfergus - 3:24 (Elemental)